# Jikji
Jikji är ett koreanskt buddhistiskt dokument. Det är daterat till ungefär 1377 och räknas sedan 2001 av Unesco som världsminne. Större delen av Jikji är förlorad och i dag finns endast den sista volymen bevarad på avdelningen Manuscrits Orientaux på Frankrikes nationalbibliotek. 

## Äganderätt
Äganderätten förblir omtvistad. Det franska nationalbiblioteket hävdar att Jikji borde vara kvar i Frankrike, medan koreanska aktivister hävdar att det borde tillhöra Korea.
Nationalbiblioteket i Frankrike säger att Jikji, som ett viktigt historiskt minnesmärke för hela mänskligheten bör förbli i Frankrike, eftersom det representerar ett gemensamt, världsomspännande arv och inte tillhör något land. Dessutom hävdar de att Jikji skulle bevaras bättre i Frankrike på grund av den prestige och de resurser som biblioteket har. Å andra sidan hävdar koreanska organisationer att det borde tillhöra sitt ursprungsland och att det har historisk betydelse för det koreanska folket. Den franska presidenten François Mitterrand lovade att undersöka sätt att återlämna olika koreanska böcker inklusive Jikji, om den franska höghastighetsteknologin för tåg skulle exporteras till Korea.